# Manbuta
Manbuta is een geslacht van vlinders van de familie spinneruilen (Erebidae), uit de onderfamilie Calpinae.

## Soorten
- M. aberrans Schaus, 1914
- M. adversa Dognin, 1912
- M. aequalipunctata Dognin, 1912
- M. agenor Schaus, 1914
- M. angulata Schaus, 1906
- M. belus Schaus, 1914
- M. calgia Schaus, 1901
- M. canidia Schaus, 1914
- M. castigata Dognin, 1912
- M. costinotata Dognin, 1912
- M. devia Walker, 1865
- M. endocharagma Hampson, 1926
- M. mapiriensis Dognin, 1912
- M. melanesia Hampson, 1926
- M. nephelica Hampson, 1926
- M. nephrosema Hampson, 1926
- M. niphosema Hampson, 1926
- M. ocresia Schaus, 1924

- M. ochrosema Hampson, 1926
- M. orthogramma Hampson, 1926
- M. padrina Schaus, 1901
- M. plumosa Warren, 1889
- M. pygmalion Schaus, 1914
- M. pylades Schaus, 1914
- M. rhomboidalis Hampson, 1926
- M. sobria Walker, 1865
- M. subrita Schaus, 1901
- M. turbida Butler, 1879